# Riseberga-klooster

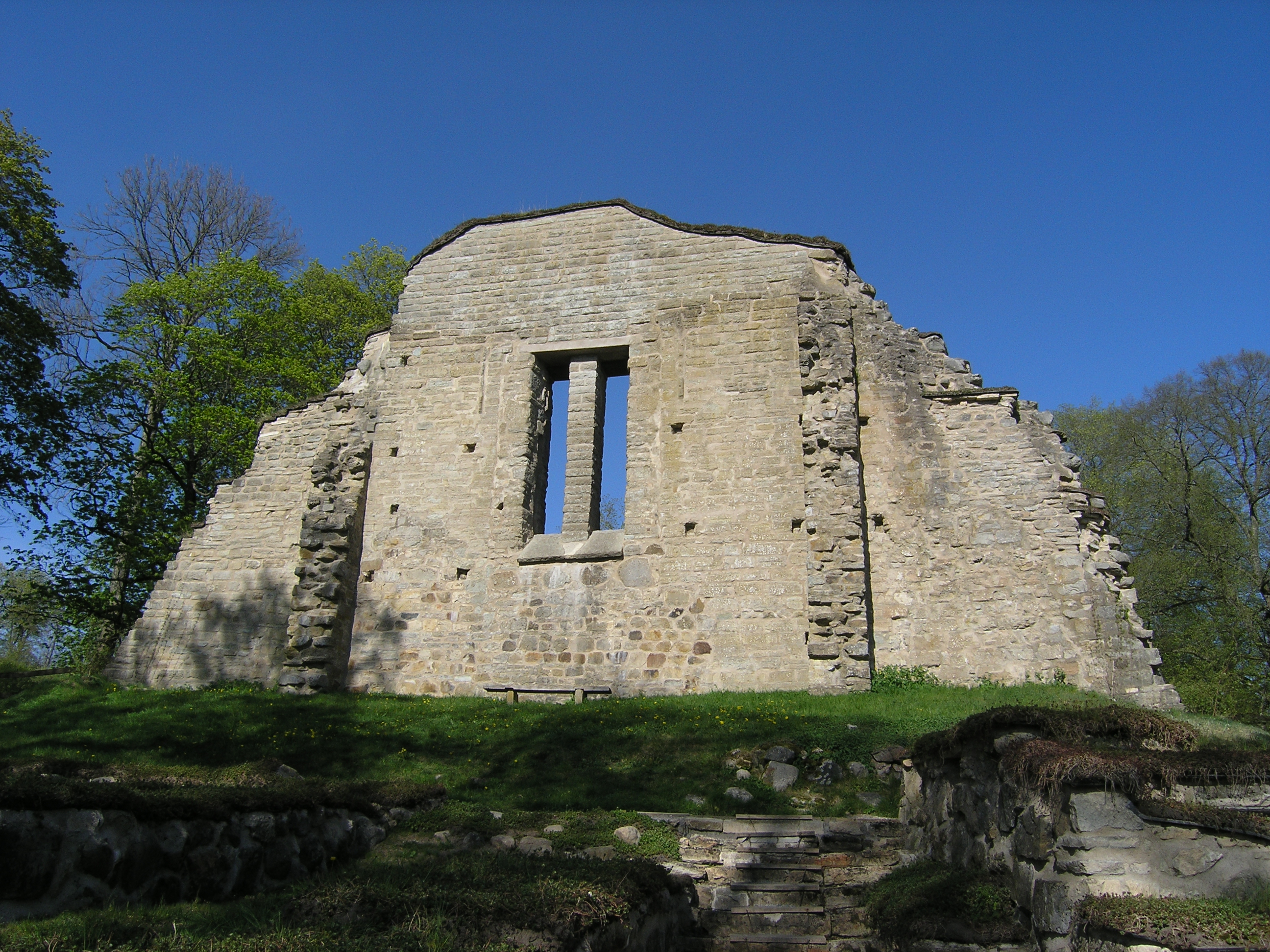
Kloosterruïne

Het Riseberga-klooster (Zweeds: Riseberga kloster) was een nonnenklooster van de kloosterorde der cisterciënzers in de gemeenschap Edsberg bij Fjugesta in de gemeente Lekeberg in Zweden. Het amfitheater dat bij de ruïne ligt, is het grootste amfitheater in Zweden, met plaats voor 1216 toeschouwers.

## Geschiedenis
Het klooster werd aan het einde van de 12de eeuw gesticht als zusterklooster van het klooster in Vreta. Voor de bouw werd gebruikgemaakt van kalksteen. De grond waarop het klooster gebouwd werd, werd in 1202 aan het klooster geschonken door Birger Brosa. Door de jaren verwierf het klooster zich vele eigendommen. Het bezat o.a. 224 boerderijen, molens, groeves en kerken in Närke, Södermanland, Värmland, Västergötland, Östergötland en Öland, alsmede percelen grond in Örebro.

## Chronologie
- In 1341 sturen Ulf Gudmarsson en Birgitta Birgerdotter (Birgitta van Zweden) hun dochter Ingeborg als novice naar het Riseberga-klooster. Later komt ook haar zuster Karin naar Riseberga.

- Tijdens de 16de eeuw vordert Gustaaf I van Zweden namens de staat alle eigendommen in.

- In 1546 legt een brand het klooster in de as. De vermoedelijke oorzaak is blikseminslag.

- In 1650 wordt de kerk in Edsberg verbouwd met stenen van Riseberga. Ook de kerkdeur in Edsberg is afkomstig uit Riseberga.

## Trivia
- Cecilia Algotsdotter, de geliefde van tempelier Arn Magnusson uit de trilogie geschreven door Jan Guillou, bedreef handel en verzorgde de boekhouding van het Riseberga-klooster.